# Curling na wózkach na Zimowych Igrzyskach Paraolimpijskich 2018
Curling na wózkach na Zimowych Igrzyskach Paraolimpijskich 2018 – jedna z dyscyplin rozgrywanych podczas igrzysk w dniach 10–17 marca 2018 w Gangneung, w Korei Południowej. Podczas zawodów odbędzie się konkurs drużyn mieszanych.

## Terminarz
Oficjalny terminarz igrzysk.
| Data     | Godzina                        | Konkurencja               | Mistrz IP 2014 |
| -------- | ------------------------------ | ------------------------- | -------------- |
| 17 marca | 14:35 (UTC+09:00) / 6:35 (CET) | Turniej drużyn mieszanych | Kanada         |

## Medaliści
| Konkurencja               | Złoto | Srebro   | Brąz   |
| Turniej drużyn mieszanych | Chiny | Norwegia | Kanada |